# 上原ありさ
上原 ありさ（うえはら ありさ、1991年7月2日 - ）は、日本のタレント。関ガールのメンバーでもある。愛称はありーさ。大阪府堺市出身。UP!アップ!関ガール シーズン2メンバー。
2020年11月に芸能活動休止を発表した。

## 出演

### テレビ番組
- CATV

　UP!アップ!関ガール シーズン2 - レギュラー出演
- サンテレビ『ボートの時間!』ナビゲーター

### 活動・出演情報
- KTV「宮根のどないアングル」
- KTV「どっきんぐ48」
- KTV「ジャバダバの空に」

- ABC「今ちゃんの実は・・・」
- ABC「ビーバップ！ハイヒール」

- MBS「ビズらいよん」
- MBS「Kawaii Japan-da!!」

- ZTV「郷土菜発見」

### ラジオ
OBC「ラジオでんでんタウン」

### イベント
西宮ストークスアシスタントナビゲーター（2016年）　
FC大阪応援Girls

### CM
南国産業『コロンボ』
K-POWERS企業CM「あらゆるところから篇」
アミューズメント施設「あそびば」インフォマーシャル